# Akademia Bałtycka

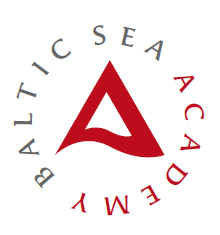
Logo Akademii Bałtyckiej

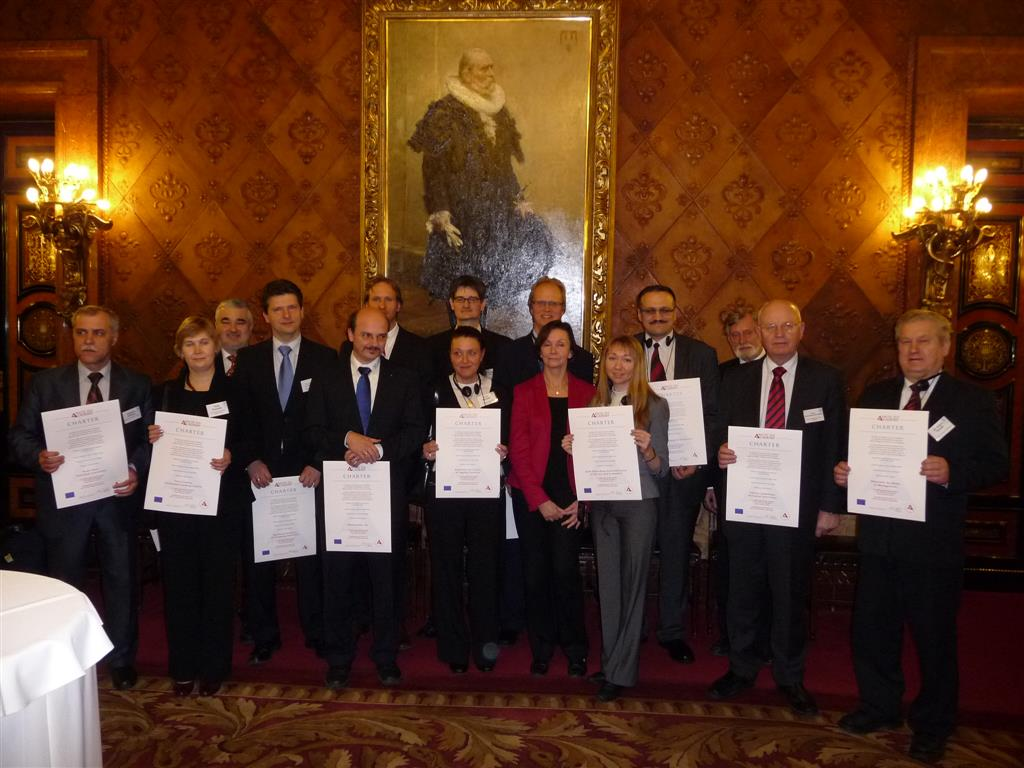
Założyciele Akademii Bałtyckiej 2010

 Akademia Bałtycka (Baltic Sea Academy) – sieć współpracy 15 uniwersytetów, szkół wyższych z dziewięciu krajów nadbałtyckich.
Akademia Bałtycka została utworzona z inicjatywy Parlamentu Hanzeatyckiego w dniu 22 lutego 2010 w Hamburgu jako organizacja non-profit.
Głównym zadaniem BSA jest wzmocnienie współpracy między uniwersytetami, a małymi i średnimi przedsiębiorstwami (MŚP).
Dzięki BSA przeprowadzane są badania naukowe i rozwojowe oraz podejmowane są prace w ramach prowadzenia kształcenia i szkolenia zawodowego w dłuższej perspektywie czasu. Szczególny nacisk kładziony jest na rozwój dwutorowych studiów licencjackich, czyli łączących naukę z praktyką.

## Konferencja Hanzeatycka
Raz do roku odbywa się Konferencja Hanzeatycka, którą BSA organizuje wspólnie z Parlamentem Hanzeatyckim. Pierwsza Konferencja Hanzeatycka miała miejsce w 2004 roku.
W trakcie konferencji wygłaszane są referaty przez przedstawicieli gospodarki, naukowców oraz polityków, np. w 2011 roku w spotkaniu dot. „Energii odnawialnych oraz małych i średnich przedsiębiorstw w krajach nadbałtyckich” wygłosił referat Komisarz UE ds. energii Günther Oettinger, natomiast w 2012 roku w konferencji wziął udział Algirdas Šemeta unijny komisarz ds. podatków i unii celnej.
Po wygłoszeniu referatów, w której bierze udział około 120 uczestników dochodzi do dyskusji przy okrągłym stole. Referaty jak i podsumowanie dyskusji publikowane są przez Akademię Bałtycką.

## Publikacje
Sprawozdania naukowe z konferenji oraz  programy strategiczne publikowane są przez Akademię Bałtycką niecyklicznie. Wszystkie publikowane artykuły są poddawane recenzji.
Wśród publikacji książkowych pojawiły się dotychczas następujące pozycje:
- Strategies for the Development of Crafts and SMEs in the Baltic Sea Region, 180 Seiten (Deutsch, Englisch, Polnisch, Russisch) 2011
- Education Policy Strategies today and tomorrow around the "Mare Balticum", 432 Seiten (Deutsch, Englisch), 2011
- Energy Efficiency and Climate Protection around the Mare Balticum, 264 Seiten (Deutsch, Englisch), 2011
- Strategy Programme for education policies in the Baltic Sea Region, 172 Seiten (Deutsch, Englisch, Polnisch), 2012
- SME relevant sectors in the BSR: Personnel organisation, Energy and Construction, 188 Seiten (nur Englisch), 2012
- Strategies and Promotion of Innovation in Regional Policies around the Mare Balticum, 432 Seiten, (Deutsch, Englisch), 2012
- Strategy Programme for innovation in regional policies in the Baltic Sea Region, 240 Seiten (Deutsch, Englisch, Polnisch) 2012
- Humanivity – Innovative economic development through human growth, 248 Seiten (nur Englisch), 2012